# مولدافيت
المولدافيت هو زجاج طبيعي متميز بلونه الأخضر الزيتوني، وهو حجر كريم ونوع من أنواع التكتيت الناشئ عن اصطدام الأحجار النيزكية بالأرض، ويعود مصدره إلى أثر حجر نيزكي ضرب جنوبي ألمانيا، قبل 15 مليون سنة. وينتشر في أوروبا الوسطى في ألمانيا والنمسا والتشيك.
درس المولدافيت في الوسط العلمي منذ القرن الثامن عشر، وكان يعرف باسم كريسوليت chrysolites، ولكن زيبه Zippe أطلق عليه في سنة 1836 مولدافيت، وذلك نسبة إلى نهر مولداو (فلتافا).